# Parque Alderdi Eder
Los jardines de Alderdi Eder («lugar hermoso» en euskera) se encuentran en San Sebastián (Guipúzcoa). Situados frente al Ayuntamiento de la ciudad y a la bahía de La Concha, son una de las estampas más típicas de la ciudad. 

## Historia y descripción

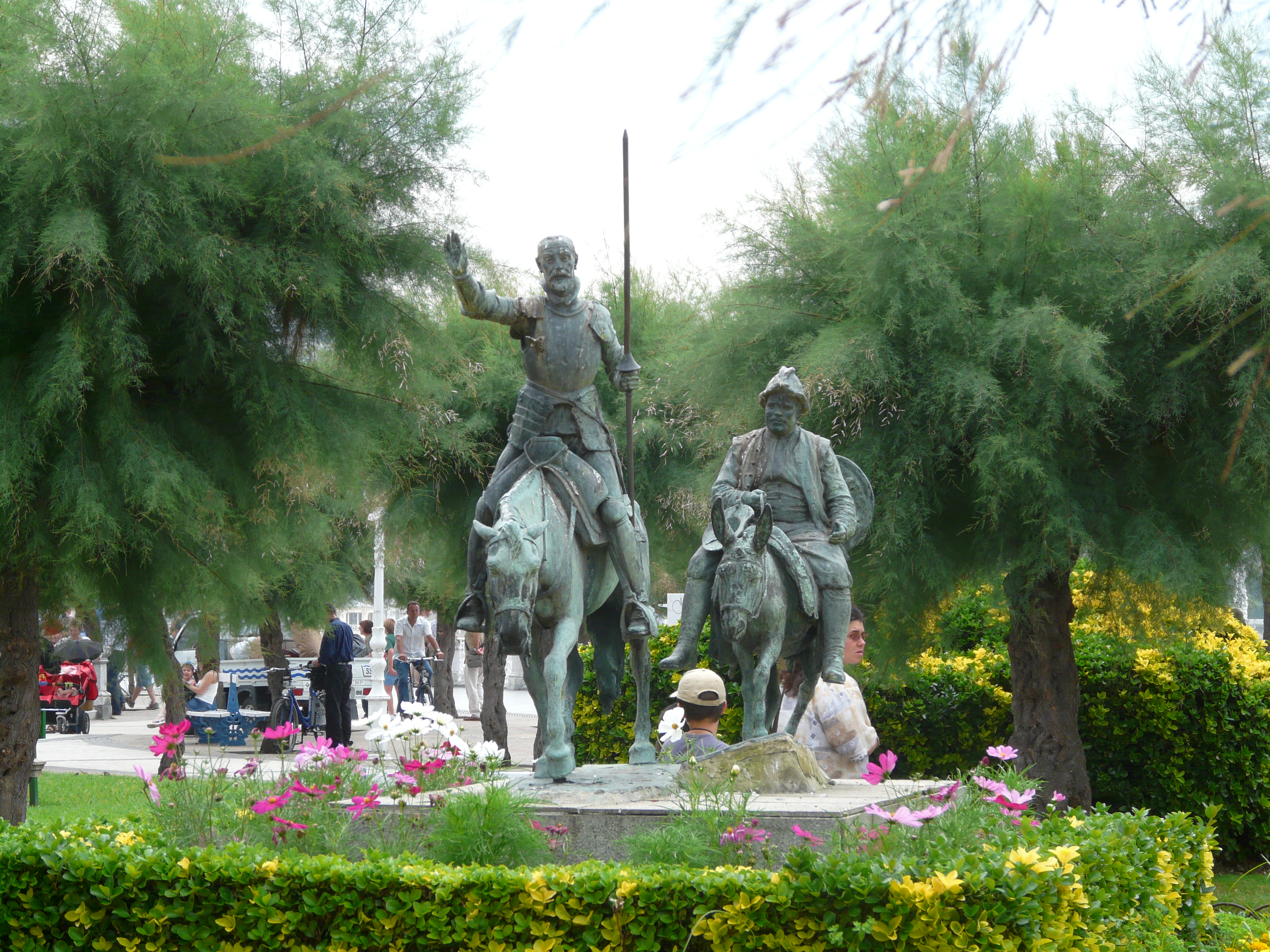
Jardines de Alderdi Eder

Se creó en 1880 en un antiguo campo de maniobras militares junto a la bahía de La Concha. Su primer objetivo fue el de lugar de recreo y atracciones, por lo que se situaron en su recinto un circo, un velódromo y un teatro de guiñoles. Sin embargo, en 1887 se construyó un casino —obra de Luis Aladrén Mendivil y Adolfo Morales de los Ríos—, que posteriormente pasó a ser sede del Ayuntamiento de San Sebastián, por lo que se reformó toda la zona. 
El jardín fue proyectado por el jardinero francés Pierre Ducasse y destaca por la presencia de un centenar de tamarindos que proporcionan sombra al espacio, además de parterres de flores y setos verdes, un estanque y diversas fuentes y estatuas.
Aparece descrito en Las calles de San Sebastián (1916) de Serapio Múgica Zufiria con las siguientes palabras:

Parque de Alderdi-eder.—Con fecha 28 de Mayo de 1879, se acuerda poner al antiguo campo de maniobras de esta Ciudad el nombre de «Parque de Alderdi-eder» con que se le había bautizado por el pueblo desde que se derribaron las murallas hacía 16 años, dando así sanción oficial a este título, más como quiera que por lo dispuesto en la R. O. de 28 de Febrero anterior, publicada en el Boletín Oficial de 17 de Marzo, debía solicitarse de la Superioridad la autorización oportuna para establecer o modificar la nomenclatura de las vías públicas, resuelve el Ayuntamiento acudir al Sr. Gobernador Civil para que ponga en noticia del Ministerio de Fomento el acuerdo de la Municipalidad y vea de obtener su aprobación. En escrito que elevó la Corporación Municipal al día siguiente de su acuerdo, exponía que la gran explanada que se compró al Estado por el Municipio para convertirla en un lugar de esparcimiento y recreo público, había sido bautizado por el pueblo en consonancia con la situación que ocupaba, dominando la bahía de la Concha y teniendo a la vista un espléndido panorama en cuyo fondo se destacaban las imponentes moles de Arratzaín y Medizorrotz, con el nombre de Alderdi-eder, palabra compuesta de dos vascongadas que significan «el lado hermoso» o «la parte bella», y pedía que se le permitiera esta designación, y aunque pedía el Ministerio que se cumplieran antes algunos requisitos que exigían las disposiciones vigentes acerca de la rotulación de calles, y a pesar de que se publicó en el Boletín Oficial la Real Orden de 4 de Julio de 1879, ello es que sigue titulándose conforme con los gustos del vecindario.

En este Parque se levantó el monumento conmemorativo del Centenario de la reedificación de San Sebastián, que se inauguró con gran solemnidad el 1 de Septiembre de 1913. Las figuras fueron talladas por Piqué, y el coste total ascendió a 225.000 pesetas, de las que 125.000 dió el Excmo. Ayuntamiento, recaudándose el resto por suscripción pública.
(Múgica Zufiria, 1916, p. 186)